# The Circus (singel Erasure)
The Circus – czwarty singel brytyjskiego duetu Erasure z drugiego albumu studyjnego The Circus.

## Lista utworów
EBX2.2 
1. The Circus – 7" Remix
2. The Circus – Decay Mix
3. Safety In Numbers – Live
4. Victim Of Love – Live
5. If I Could – Live
6. The Circus – Live
7. Spiralling – Live
8. It Doesn't Have To Be – Live
9. Who Needs Love (Like That) – Live
10. Gimme! Gimme! Gimme! – Live
11. Sometimes – Live
12. Say What – Live
13. Oh L'amour – Live
14. The Circus – Bareback Rider Mix
15. The Circus – Gladiator Mix